# Shimmer
Shimmer is de eerste single van Fuel, afkomstig van het album Sunburn. De single werd uitgebracht op 25 augustus 1998 en behaalde de 42e plaats op de Billboard Hot 100.

## Nummers
1. "Shimmer" - 3:31
2. "Walk the Sky" - 3:19
3. "Sunday Girl" - 3:41